# رالف السی
رالف السی (انگلیسی: Ralph Alessi؛ زادهٔ ۵ مارس ۱۹۶۳) فهرست موسیقی‌دانان جاز، آهنگ‌ساز اهل ایالات متحده آمریکا است.